# محمد أكرم الندوي
محمد أكرم الندوي (و. 1382 ه‍ـ / 1964 م) هو عالم ومحدث مسلم، من أهل جونفور الواقعة ضمن ولاية أتر برديش الهندية. يعمل الندوي كباحث في مركز أوكسفورد للدراسات الإسلامية.

## ترجمته
هو محمد أكرم الندوي بن الحافظ تجمل حسين بن الحاج سليمان الصديقي. ألحقه جده بمدرسة ضياء العلوم بماني كلان من جونفور حيث تعلم اللغة الفارسية لمدة سنتين. ثم التحق سنة 1399 هـ بدار العلوم لندوة العلماء. حصل على الشهادة العالمية 1401 هـ، وشهادة الفضيلة (باختصاص في الحديث النبوي) سنة 1403 هـ، ثم قضى سنة في المعهد العالي للدعوة والفكر وبعدها حصل على شهادة البكالوريوس من جامعة لكنؤ في الاقتصاد السياسي، واللغة العربية، واللغة الاردية، واللغة الإنكليزية. ثم حصل من جامعة لكنؤ نفسها على شهادة الماجستير في اللغة العربية وآدابها، ومن ثم على شهادة الدكتوراة من قسم اللغة العربية وآدابها سنة 1423 هـ.
من شيوخه: أبو الحسن علي الحسني الندوي، وعبد الفتاح أبو غدة، ويوسف القرضاوي، ومحمد الرابع الحسني الندوي، وضياء الحسن الندوي.

## آثاره
من أهم آثاره كتاب في طبقات المحدثات، يقع في أكثر من خمسين جزءا وترجم فيه لأكثر من ثمانية آلاف عالمة حديث، غير أنه لم يطبع بعد. له أكثر من عشرين كتاب، أغلبها باللغة العربية، ومنها:
- « شيخ الإسلام ابن تيمية وتأثيره في آسيا الجنوبية » - تأليف خليق أحمد النظامي، نقله إلى العربية محمد أكرم الندوي - 	مركز أكسفورد للدراسات الإسلامية (أكسفورد) 1992 م
- « نفحات الهند واليمن بأسانيد الشيخ أبي الحسن : وهو ثبت العلامة الشيخ أبي الحسن علي الحسني الندوي » - مكتبة الإمام الشافعي (الرياض) 1998 م
- « أصول الشاشي : مختصر في أصول الفقه الإسلامي » - دار الغرب الإسلامي (بيروت)، 2000 م
- « كفاية الراوي عن العلامة الشيخ يوسف القرضاوي » - الدار الشامية للطباعة والنشر والتوزيع، 2001 م
- « شبلي النعماني: علامة الهند الأديب والمؤرخ الناقد الأديب » - دار القلم، 2001 م
- « السيد سليمان الندوي ؛: أمير علماء الهند في عصره، وشيخ الندويين » - دار القلم، 2001 م
- « بستان المحدثين في بيان كتب الحديث وأصحابها الغر الميامين » - تأليف عبد العزيز بن ولي الدين الدهلوي، نقله من الفارسية إلى العربية - دار الغرب الإسلامي (بيروت)، 2002 م
- « أبو الحسن الندوي : العالم المربّي والداعية الحكيم، 1333-1420 هـ / 1914-1999 م » - دار القلم (دمشق) ؛ الدار الشامية (بيروت)، 2006 م